# Ventojassa beagle
Ventojassa beagle is een vlokreeftensoort uit de familie van de Ischyroceridae. De wetenschappelijke naam van de soort is voor het eerst geldig gepubliceerd in 2012 door Alonso.